# Neutrale Demokratische Partei

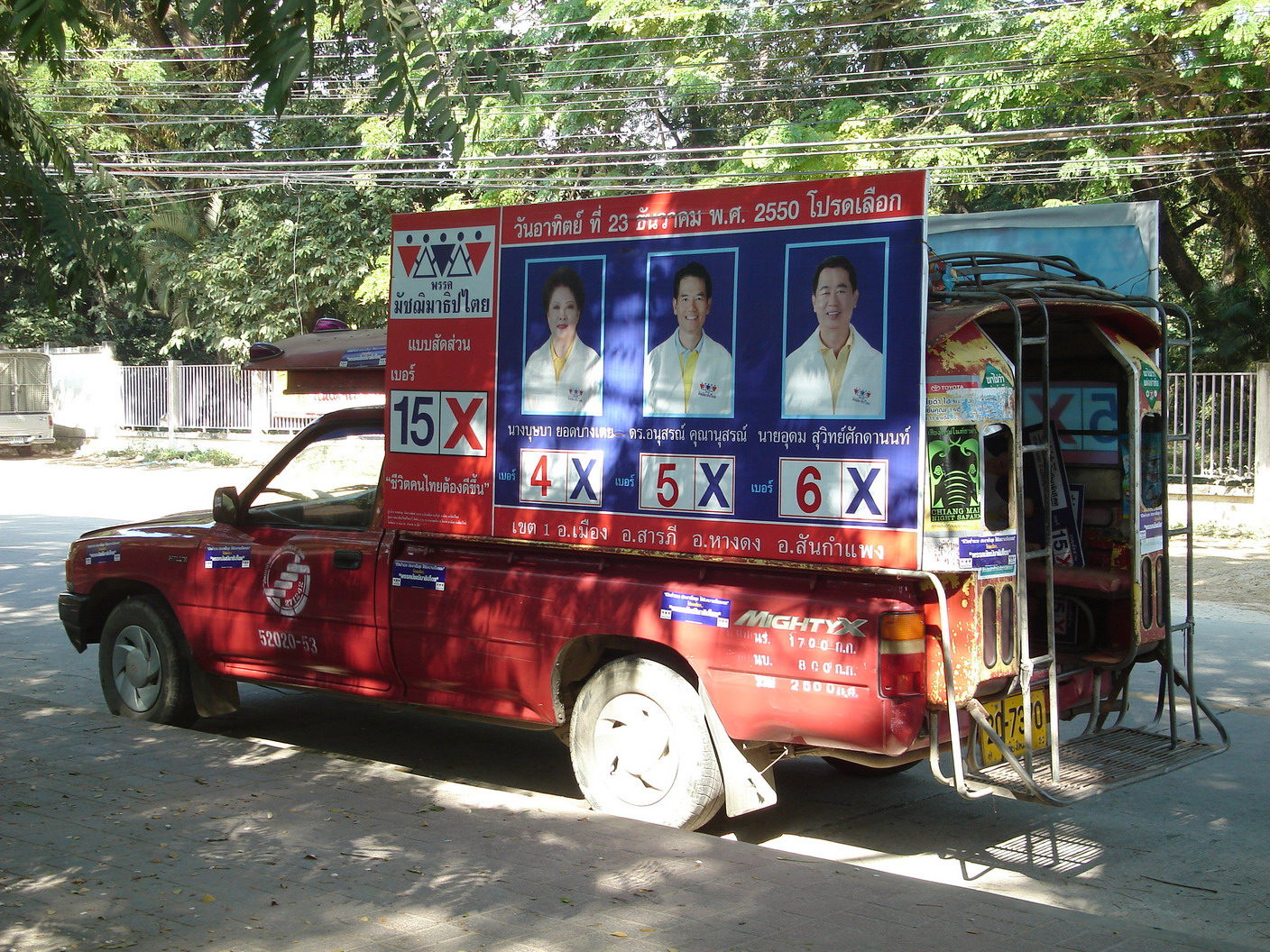
Pickup mit Werbung für die Neutrale Demokratische Partei (2007)

Die Neutrale Demokratische Partei (Thai: พรรคมัชฌิมาธิปไตย, Phak Matchima Thippathai) war eine politische Partei in Thailand, die 2006 gegründet und 2008 aufgelöst wurde.

## Gründung
Gegründet wurde die Neutrale Demokratische Partei 2006 vom früheren Minister Somsak Thepsuthin (TRT) und hatte eine ähnliche Ausrichtung wie die im September 2006 vom Militär gestürzte Thai Rak Thai. Entgegen Planungen, die Neue Demokratische Partei mit den Parteien Für das Vaterland und Royalistische Volkspartei zu vereinigen, arbeitete die Partei alleine weiter. Aufsehen erregte die am 15. Oktober 2007 erfolgte Wahl des früheren Generalsekretärs der Royalistischen Volkspartei, Prachai Liewpairat, zum Parteichef sowie gleichzeitig von Anongwan Thepsuthin, der Frau von Somsak, zur Generalsekretärin. Von einigen wurde der Aufstieg einer Frau zum zweitwichtigsten Posten einer politischen Partei kritisch gesehen, Aktivisten für die Gleichberechtigung von Frauen in der Politik begrüßten diese Wahl naturgemäß.

## Wahl 2007
Bei den allgemeinen Wahl 2007 gewann die Neutrale Demokratische Partei 5,36 % der Stimmen (somit 7 von 480 Sitzen) und wurde damit sechstgrößte Partei in Thailand. Im Januar 2008 trat die Partei einer Koalitionsregierung unter Führung der PPP sowie fünf anderer Parteien bei. 

## Umbruch
Am 25. Februar 2008 zog sich Somsak Thepsuthin aufgrund der schlechten Wahlergebnisse aus dem Jahr 2007 von der Parteiführung zurück. Seine Frau Anonwan übernahm die Führung und ernannte Porntiwa Nakasai, Mitglied des Parlaments für die Provinz Chai Nat zur Generalsekretärin. Die Neutrale Demokratische Partei wurde damit die erste politische Partei Thailands, in der die beiden wichtigsten Posten von Frauen besetzt waren.

## Auflösung
Das thailändische Verfassungsgericht entschied am 2. Dezember 2008, dass die Neutrale Demokratische Partei sowie die PPP und die Partei Chart Thai aufgelöst werden. Die Parteifunktionäre wurden für fünf Jahre von politischer Tätigkeit ausgeschlossen, während es den Mitgliedern freigestellt wurde, sich einer anderen Partei anzuschließen. Die meisten gingen zur Bhumjaithai-Partei.